# Albert Sosnowski
Albert Dariusz Sosnowski (Varsavia, 7 marzo 1979) è un pugile polacco.
Soprannominato "The Dragon", è stato campione EBU dei pesi massimi.

## Carriera professionale
Albert Sosnowski compie il suo debutto da professionista il 22 luglio 1998, sconfiggendo il ceco Jan Drobena via KO tecnico alla prima ripresa.
Il 29 maggio 2010 affronta l'ucraino Vitali Klitschko per il titolo mondiale WBC. Dopo aver subito l'iniziativa del campione in carica per tutta la durata del match, Sosnowski viene sconfitto tramite KO alla decima ripresa.